# Nordborg
Nordborg (tidligere også Nørborg, tysk: Norburg) er en by på Als med 5.729 indbyggere  (2024), beliggende 21 km nordvest for Fynshav og 26 km nord for Sønderborg. Byen hører til Sønderborg Kommune og ligger i Region Syddanmark. Den er øens og kommunens næststørste by efter Sønderborg. Nordborg hører til Nordborg Sogn. Nordborg Kirke ligger i Nordborg.
Det internationale danske selskab Danfoss har sit hovedkvarter i byen.

## Historie
Nordborg Slot (oprindelig Alsborg) er opført omkring 1150. Den bebyggelse, der opstod omkring slottet og første gang nævnes i 1313, hed oprindeligt "Købing", et navn som stadig findes i stednavnet Købingsmark nordvest for Nordborg. Købing er en gammel betegnelse for en handelsplads, og det vides, at der tidligere blev transporteret varer til og fra Nordborg ad Nordborg Bæk.
I 1600-tallet skiftede navnet officielt til "Nordborg". Byen havde fra 1680 status af flække, som er den betegnelse, man i Hertugdømmet Slesvig brugte for handelsplads.
Fra 1622 til 1730 var det nordlige Als et selvstændigt hertugdømme. Da hertug Hans den yngre døde i 1622, blev besiddelserne delt op i en række små hertugdømmer, herunder hertugdømmet Nordborg, som gik til sønnen Hans Adolf af Slesvig-Holsten-Sønderborg-Nordborg. Efter Hans Adolfs død i 1624 arvede broderen Frederik af Slesvig-Holsten-Sønderborg-Nordborg besiddelsen af hertugdømmet. Sønnen Hans Bugislav af Slesvig-Holsten-Sønderborg-Nordborg arvede efter faderens død i 1658 det lille hertugdømme, men allerede i 1669 gik han fallit, og Nordborg blev inddraget under kronen
Ud over Als Nørre Herred bestod det efter 1630 af Ærø. Senere blev Nordborg det administrative centrum for Nordborg Amt. Dette havde naturligvis en vis afsmittende effekt på det lokale erhvervsliv, bl.a. var byen meget velforsynet med kroer.
I 1772 blev jorden fra Nordborg Slot delt op i 5 parceller og solgt. Samtidig blev slottets avlsbygninger nedbrudt og i vidt omfang genbrugt i de nye gårde. I 1776 blev også slottet solgt til privat eje. I 1801 havde byen 850 indbyggere.
I 1792 brændte over 90 huse i Nordborg. De fleste var stråtækte og lå tæt op ad hinanden, så de var et nemt bytte for ilden. Som følge af branden finder man i Nordborg temmelig mange huse, som er opført i de følgende år. Byen havde på daværende tidspunkt en brandinspektør ved navn Riegels, som bl.a. skulle sørge for at der rundt omkring i byen var opmagasineret brandbekæmpelsesudstyr, spande, stiger osv., men i praksis blev udstyret anvendt til andre formål og lod sig ikke finde, når der var brug for det.
Efter krigen i 1864 fik Nordborg en tysk borgmester og forvaltning, og fra 1878 var der også tysk flertal i byrådet. I 1880'erne var der dårlige tider økonomisk, og der skete en betydelig udvandring af især unge danske familier. Den tyske forvaltning gjorde en stor indsats for at Nordborg skulle blive en integreret del af Preussen. Danskheden fik dog et skub fremad, da Nørherredhus blev indviet. Efter 1. verdenskrigs afslutning og Det Tyske Kejserriges fald blev der i 1919 afholdt valg efter de nye og mere demokratiske tyske regler, og her blev der igen dansk flertal.
I 1883 blev der etableret et frivilligt brandværn i Nordborg. Der blev anskaffet en hestetrukken sprøjte, slanger og stiger og andet materiel. Brandmændene fik hjelm og uniform, og et sprøjtehus blev bygget på Ridepladsen. Det frivillige brandværn fungerer stadig og råder i dag over en automobilsprøjte, en tankvogn og en slangetender. På Nordals findes der også frivillige brandværn i Havnbjerg, Svenstrup, Stevning og Egen. Indtil 2016 var der endvidere frivilligt brandværn i Oksbøl.
1898 fik Nordborg jernbane til Sønderborg, da Amtsbanerne på Als, E Kleinbahn blev åbnet. Det var en smalsporet oplandsbane, som ikke var anlagt med henblik på tunge læs og høje hastigheder, og gods skulle omlades i Sønderborg for at kunne fragtes på det almindelige jernbanenet.
Amtsbanen fik endestation syd for Storegade ved Stationsvej i Nordborg. Kort før stationen blev der anlagt en dæmning, som førte sporet over slugten ved Gammeldam. Dæmningen blev senere udbygget til at kunne rumme den nuværende Ringvej. Mellem Ringvej og Stationsvej er et lille stykke af amtsbanens tracé bevaret.
Da der kom større og bedre lastbiler og busser i 1920'erne og vejene også blev bedre, kunne amtsbanerne ikke klare sig i konkurrencen, og de blev nedlagt i 1933. I de senere år har en forening ved navn E. Kleinbahn arbejdet på at få genetableret en del af den gamle amtsbanestrækning.
I 1928 blev en sten rejst til minde om Genforeningen i 1920; den står nu i det kommunale anlæg Søparken, i den vestlige ende af Nordborg Sø. Lavensby fik tidligt sin egen genforeningssten, der står i krydset Gyvelvej/Arnbjergvej og beretter: "10/2 1920 stemte vi os hjem til Danmark med 150 danske stemmer mod 1 tysk."
Under 2. verdenskrig var Nordborg Slot en flådetræningsbase for tyske specialtropper, og ved krigens slutning blev der oprettet et stort kommunikationscenter i Nordborg. Flensborg-området var det sidste sted, de allierede tropper nåede frem til. Her regerede storadmiral Karl Dönitz som Hitlers efterfølger indtil han overgav sig på Marinestationen Mørvig. Belastende materiale blev smidt i Nordborg Sø. Planen var at flygte fra Nordborg med u-både.
Ved Østerlund Kro nær Karholm Skov syd for Nordborg blev der oprettet en mystisk tysk radiosender. Værnemagten beslaglagde krosalen i 1944. Her havde tyskerne teknik og et lager af generatorer, benzin og masser af kabler og ledninger samt enkelte køretøjer. Bag salen var rejst master af jern med barduner samt ledninger og antenner imellem. Rygtet gik at det var den store langbølgesender fra Königs Wusterhausen, der var flyttet hertil, da Sovjet-tropperne rykkede frem mod Berlin.
De sidste dage før kapitulationen havde tyskerne parkeret en høj vogn med en eller flere radarer på det nedlagte banetracé i Karholm Skov for at skjule den for engelske jagerfly, men en engelsk pilot opdagede vognen og skød den i brand.

### Byudvikling efter 1950
I de første 15 år kunne Danfoss i vidt omfang dække sit behov for arbejdskraft lokalt ved afvandring fra landbruget, men da virksomheden voksede eksplosivt i 1950'erne og 1960'erne, gav det anledning til en hastig udbygning af bysamfundene på Als, herunder Nordborg hvor der uden for den gamle bydel blev bygget mange etageejendomme og store parcelhuskvarterer. Byen havde i 1981 8.402 indbyggere.
Nordborg har efter sin størrelse og placering et usædvanligt stort antal andels- og almennyttige boliger. Nordborg Andelsboligselskab blev oprettet i 1946, og det almennyttige boligselskab Danbo fulgte efter i 1950. I første omgang blev der bygget nye boligblokke i udkanten af Nordborg by ved Th. Brorsensvej, dernæst fulgte den nye bydel Langesø, Danboparken i Havnbjerg og en række mindre afdelinger med tæt-lav-bebyggelse.
I 1960'erne og frem til 1980'erne blev området Østerlund syd for landevejen til Sønderborg mellem Oksbølvej og golfbanen udbygget kraftigt. Der blev i dette område bygget nyt rådhus, plejehjem og Østerlund Skole. Plejehjemmet er erstattet af et nyt og mere tidssvarende.

### Nordborg Slots Efterskole
1909 blev slottet købt af Nordborg by. Det var den tysksindede borgmester Klinkers drøm at bygge en højskole, som skulle være en modvægt mod de danske højskoler nord for grænsen. Nordborg Slot blev herefter genopbygget efter tegninger af arkitekt Eugen Fink, og i 1910 blev slottet udlejet til den tyske højskoleforening i Nordslesvig. Efter Genforeningen i 1920, blev slottet købt af grosserer Johan Hansen. Han oprettede Stiftelsen Nordborg Slot, som siden 1922 har drevet dansk efterskole på stedet.

### Nordborg Kommune
Nordborg bevarede sin status som flække efter genforeningen, men trådte ikke ud af amtskommunen. Begrebet flække bortfaldt ved kommunalreformen i 1970. Her blev Nordborg kommunesæde i Nordborg Kommune, der blev dannet af Nordborg flække og 6 sognekommuner på det nordlige Als. Den indgik ved kommunalreformen i 2007 i Sønderborg Kommune, der består af alle de tidligere kommuner på Als og Sundeved.

## Erhverv
I 1933 grundlagde Mads Clausen Dansk Køleautomatik- og Apparat-Fabrik i landsbyen Elsmark 5 km sydøst for Nordborg. Virksomheden voksede voldsomt efter 2. verdenskrig under navnet Danfoss. Behovet for nye boligkvarterer til dens medarbejdere betød at Nordborg via den nye bydel Langesø voksede sammen med de tidligere landsbyer Lavensby og Havnbjerg.

## Faciliteter
Nordals Skolen har 387 elever, fordelt på 0.-9. klassetrin. Nordborg Slots Efterskole har hjemsted på slottet og er en gymnasieforberedende efterskole med plads til 150 elever, fordelt på 9. og 10. klasse.
Østerlund Skole, der var opført i 1972, blev revet ned i 2004 fordi den var i meget dårlig stand og angrebet af svamp. Friskolen Østerlund startede på nabogrunden i 2003 og byggede nye skolebygninger i 2005. Den har 189 elever, fordelt på 0.-9. klassetrin i ét spor.
Danfoss donerede ved sit 25 års jubilæum i 1958 et grundstykke og Nordborg Sø til oprettelse af Nord-Als Idrætscenter. Stadion og boldbaner blev anlagt, og i 1967 blev den første idrætshal indviet. I 1978 blev svømmehallen indviet, en halv snes år senere Hal 2, gymnastiksal, keglebaner, mødelokaler og sovesale. I 2003 blev Hotel Nordborg Sø opført i tilknytning til idrætscentret og med udsigt til søen. Foruden idræt benyttes centret til møder og konferencer for kommunen og erhvervslivet samt til lejrskoler og træningslejre. Det kan håndtere arrangementer med op til 1.200 spisende gæster.
Forsamlingshuset Nørherredhus fra 1906 brændte, men blev genopført i 1966 som hotel og konferencecenter. Det blev renoveret i 2009 og rummer 29 værelser, kursus- og mødefaciliteter for op til 480 personer, selskabslokaler med plads til op til 350 gæster samt teatersal med scene. Hotellet blev i 2016 købt af Danske Hoteller A/S.
Nordborg Slot er hjemsted for Nord-Als Musikfestival, der siden 1980 er afholdt 2. weekend i juni.
Et feriecenter med 440 feriehuse bygges ved havet,  samt en lille forlystelsespark med videnskab nemlig "Universe Science Park" hvor der blandt andet er et museum om Danfoss og en klatrepark mm.

## Berømte bysbørn
- Frederik af Slesvig-Holsten-Sønderborg-Nordborg (1581–1658), Hertug af Slesvig-Holsten-Sønderborg-Nordborg
- Dorothea Hedvig af Slesvig-Holsten-Sønderborg-Nordborg (1636–1692), datter af Frederik
- Georg Nielsen (1710'erne-97), hofembedsmand og frimurer
- Jørgen Erik Skeel (1737–1795), Gehejmestatsminister
- Theodor Brorsen (1819-95), astronom
- Anne Marie Basse (1877–1960), kunstmaler i København, Århus og Rom
- Mads Clausen (1905-66), ingeniør og fabrikant
- Jørgen Mads Clausen (1948-), tidligere administrerende direktør for Danfoss
- Karsten Skawbo-Jensen (1959-), forfatter og politiker

## Galleri
- Plejehjemmet Tangshave.
- Det tidligere rådhus, nu sundhedscenter.
- Nordborg Kirke
- Banetracé ved Stationsvej
- Science center Universe, syd for Nordborg